# 愛と死と
『愛と死と』（あいとしと）は、1970年6月29日 - 8月28日にTBS「花王 愛の劇場」枠にて放送された昼ドラマである。

## キャスト
- 中島光子：島かおり
- 中島房江：加藤道子
- 中島康子：岡本茉利
- 松下努：和崎俊也
- 松下セツ：堀越節子
- 井上良子：生田三津子
- 井上義一：藤木悠
- 西谷博：中村俊一
- 相川キヨ子：菱見百合子
- 鈴木英子：関口昭子
- 岡田由起子

## スタッフ
- プロデューサー：菅英久、TBS映画部、岩崎嘉一、金川勝利
- 監督：野長瀬三摩地
- 脚本：富田義郎
- 撮影：岸英一郎
- 照明：田中良正
- 美術：馬場周一
- 音楽：土田啓四郎
- 録音：坂田通俊
- 編集：神島帰美
- 助監督：志村廣史
- 制作担当者：大曲暎一、伊東正純
- 監督助手：水野直樹、宮坂清彦、原夏郎
- 撮影助手：西窪清一、岡芹俊英
- 照明助手：殿岡修、古谷俊英
- 小道具：宮野雅人
- 衣装：中根佳子
- 記録：植村よし子、奈賀愛子
- 結髪：北島ヨシ子
- 進行：佐山彰二
- 制作：東宝、TBS

## 主題歌
- 『私を静かな草原に埋めて』 - 作詞：目黒みずえ  / 作曲：土田啓四郎 / 歌：ユリ珠美（1970年7月1日、DR-1528 / ポリドール）[1]

## 放送局
- 月曜 - 金曜 13:00 - 13:30
  - TBS、静岡放送
- 月曜 - 金曜 13:15 - 13:45
  - 朝日放送、中部日本放送、RKB毎日、北海道放送、岩手放送、東北放送、新潟放送、北陸放送、山陽放送、中国放送、山陰放送、長崎放送

　　　 熊本放送、南日本放送、宮崎放送、琉球放送、福島テレビ
- フィルムネット
  - 信越放送、高知放送、四国放送、南海放送